# 平衡点 (数学)
在数学中，平衡点（equilibrium point）是相对微分方程或差分方程的概念，多指微分方程的常数解（constant solution）。

## 定义
对于微分方程
{\displaystyle {\frac {d\mathbf {x} }{dt}}=\mathbf {f} (t,\mathbf {x} ),\mathbf {x} \in \mathbb {R} ^{n}}
若{\displaystyle \mathbf {f} (t,{\tilde {\mathbf {x} }})=0}对任意{\displaystyle t}都成立，则称{\displaystyle {\tilde {\mathbf {x} }}}为此微分方程的平衡点。
类似地，对于差分方程
{\displaystyle \mathbf {x} _{k+1}=\mathbf {f} (k,\mathbf {x} _{k}),\mathbf {x} \in \mathbb {R} ^{n}}
若{\displaystyle \mathbf {f} (k,{\tilde {\mathbf {x} }})={\tilde {\mathbf {x} }}}对{\displaystyle k=0,1,2,\ldots }都成立，则称{\displaystyle {\tilde {\mathbf {x} }}}为此差分方程的平衡点。

## 分类
微分方程可以被线性化为以下形式
{\displaystyle {\frac {d\mathbf {x} }{dt}}=\mathbf {A} \mathbf {x} }
其中{\displaystyle \mathbf {A} }是{\displaystyle \mathbf {f} (t,\mathbf {x} )}在平衡点{\displaystyle {\tilde {\mathbf {x} }}}处的雅可比矩阵。通过观察矩阵{\displaystyle \mathbf {A} }的特征值的符号，可以判断平衡点{\displaystyle {\tilde {\mathbf {x} }}}的稳定性。
若{\displaystyle \mathbf {A} }的所有的特征值的实部均不为0，则{\displaystyle {\tilde {\mathbf {x} }}}被称为双曲平衡点。若所有特征值的实部均为负值，则此平衡点是稳定点。若至少存在一个特征值的实部为正值，则此平衡点是不稳定点。若至少有一个特征值的实部为正，且至少有一个特征值的实部为负，则此平衡点是鞍点。
关于差分方程的平衡点也可作相似的分类。设{\displaystyle \mathbf {G} }是{\displaystyle \mathbf {f} (k,\mathbf {x} _{k})}在平衡点{\displaystyle {\tilde {\mathbf {x} }}}处的雅可比矩阵。
若{\displaystyle \mathbf {A} }的所有的特征值的模均不为1，则{\displaystyle {\tilde {\mathbf {x} }}}被称为双曲平衡点。若所有特征值的模均为小于1，则此平衡点是稳定点。若至少存在一个特征值的模大于1，则此平衡点是不稳定点。若至少有一个特征值的模大于1，且至少有一个特征值的模小于1，则此平衡点是鞍点。